# Estadio Arosvallen
El Arosvallen es un estadio multipropósito, pero principalmente dedicado a la práctica del fútbol, situado en la ciudad de Västerås, capital del condado de Västmanland en Suecia. Sirve de sede habitual al Västerås SK.

## Partidos del Mundial de 1958
Durante la VI edición de la Copa Mundial de Fútbol se realizaron únicamente dos partidos de la primera fase.
| Fecha       | Fase         | Equipo     |                       | Resultado |                    | Equipo  | Espectadores |
| ----------- | ------------ | ---------- | --------------------- | --------- | ------------------ | ------- | ------------ |
| 8 de junio  | Primera fase | Yugoslavia | Bandera de Yugoslavia | 1 - 1     | Bandera de Escocia | Escocia | 9500         |
| 11 de junio | Primera fase | Yugoslavia | Bandera de Yugoslavia | 3 - 2     | Bandera de Francia | Francia | 12 000       |

- Datos: Q698429